# Horace Cope
Horace Cope (24 tháng 5 năm 1899 – 4 tháng 10 năm 1961) là một cầu thủ bóng đá người Anh who played at left back.
Cope trải qua 6 năm ở Arsenal sau khi gia nhập từ Notts County với mức giá £3,125 vào tháng 12 năm 1926. Ông ra sân thường xuyên trong 2,5 mùa giải đầu tiên cho câu lạc bộ. Tổng cộng ông ra sân 76 trận cho Arsenal, nhưng lại bỏ lỡ thất bại của câu lạc bộ tại Chung kết Cúp FA 1927 trước Cardiff do chấn thương sau khi đã đá gần hết mùa. Ông gia nhập Bristol Rovers với mức giá £1.500 vào tháng 7 năm 1933.

## Danh hiệu

### Với tư cách cầu thủ
Arsenal
- Cúp FA finalist - 1927